# Glypta caliginosa
Glypta caliginosa är en stekelart som beskrevs av Dasch 1988. Glypta caliginosa ingår i släktet Glypta och familjen brokparasitsteklar. Inga underarter finns listade i Catalogue of Life.